# Stanoviště taxislužby

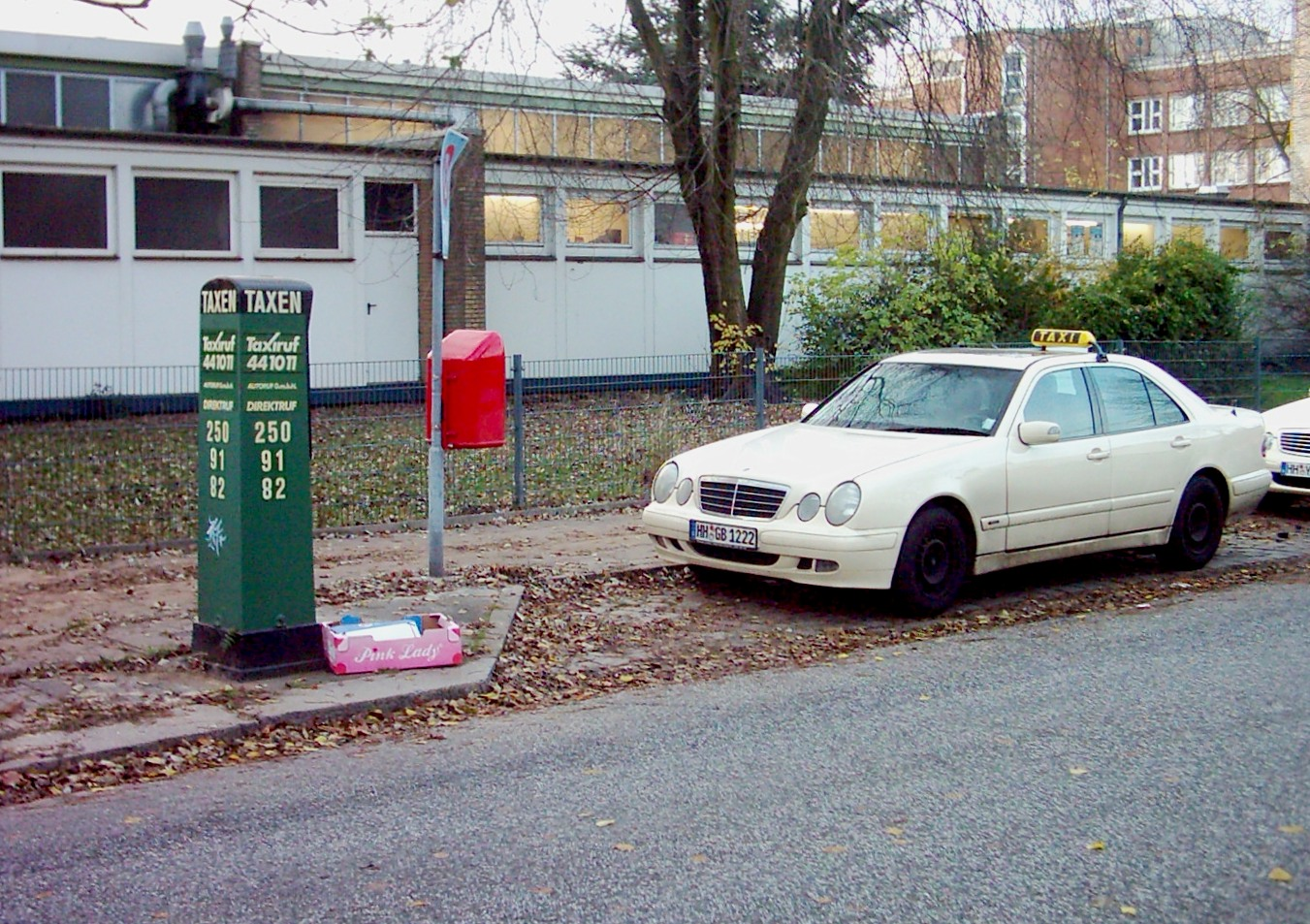
Taxistanoviště s taxitelefonem v Hamburku

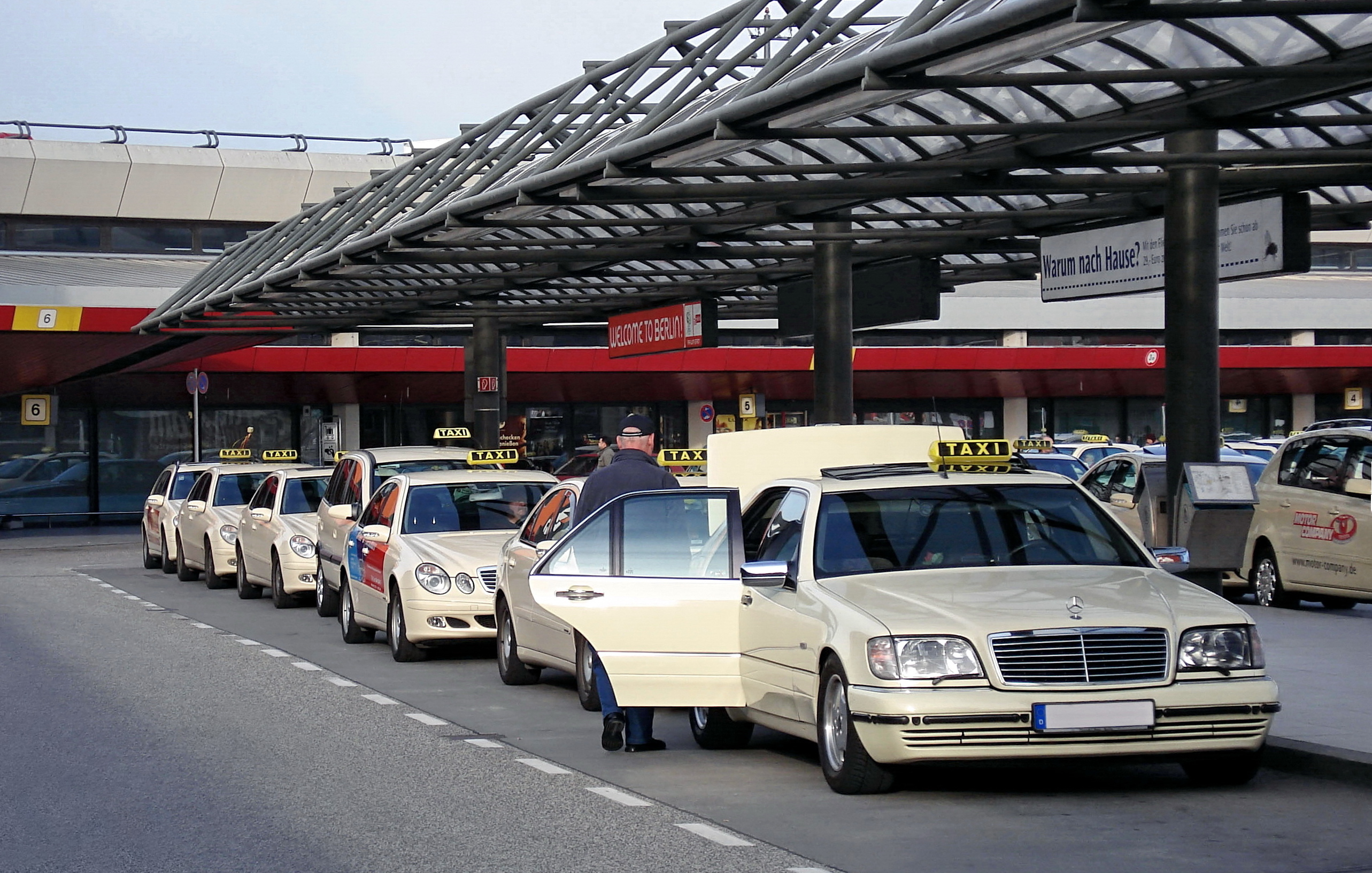
Stanoviště taxislužby u letiště Berlin-Tegel

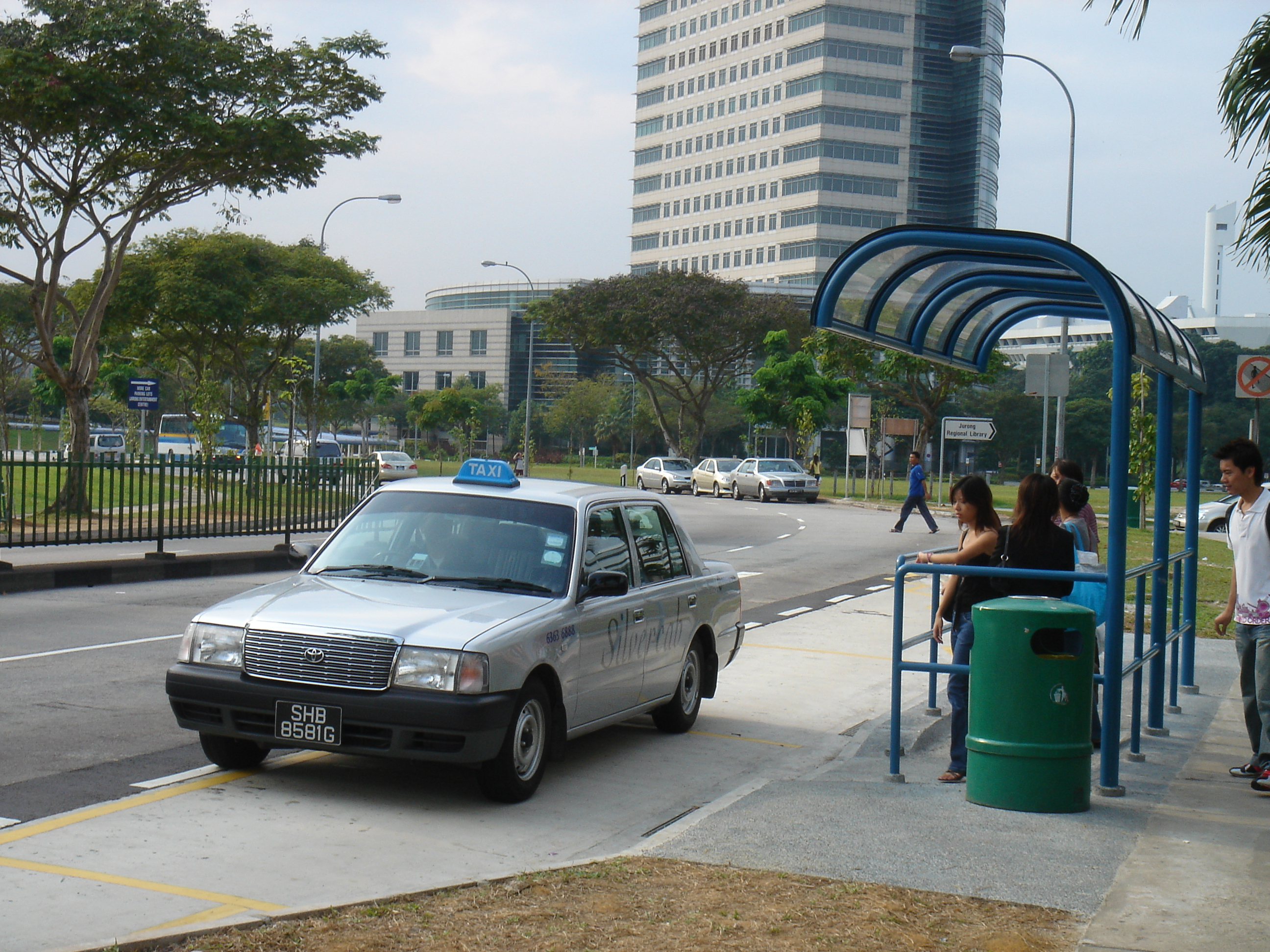
Taxistanoviště v Singapuru

Stanoviště taxislužby (taxistanoviště, slangově štafl) je místo určené ke stání či zastavování vozidel za účelem nabízení taxislužby. Nazývá se tak především místo, které je k tomuto účelu označené, případně i jinak vybavené, ale obvyklá místa stání vozidel taxi mohou být i neoznačená a nabízet služby je zpravidla možné kdekoliv, kde není zakázáno zastavení.

## Provedení a vybavení
Stanoviště taxislužby může být zřízeno při okraji vozovky nebo v samostatném pruhu či zálivu nebo na jiném prostranství (parkoviště, víceúčelová plocha atd.). Stavebně-provozní uspořádání může být podobné autobusovým zastávkám. Pokud mohou stanoviště užívat různí dopravci s různými cenami a typy vozidel, mělo by stanoviště umožňovat odjezd vozidel v libovolném pořadí.
Před rozšířením radiostanic a mobilních telefonů byla významná taxistanoviště vybavována komunikačním zařízením, například telefonem pro domluvu řidičů s dispečinkem nebo pro přivolání vozidla cestujícím. Stanoviště může mít i další vybavení, například informace o přepravních podmínkách a jízdném, odpadkové koše, lavičky, přístřešek, vozíky pro přepravu zavazadel atd.

## Taxistanoviště v Česku

### Vývoj legislativy

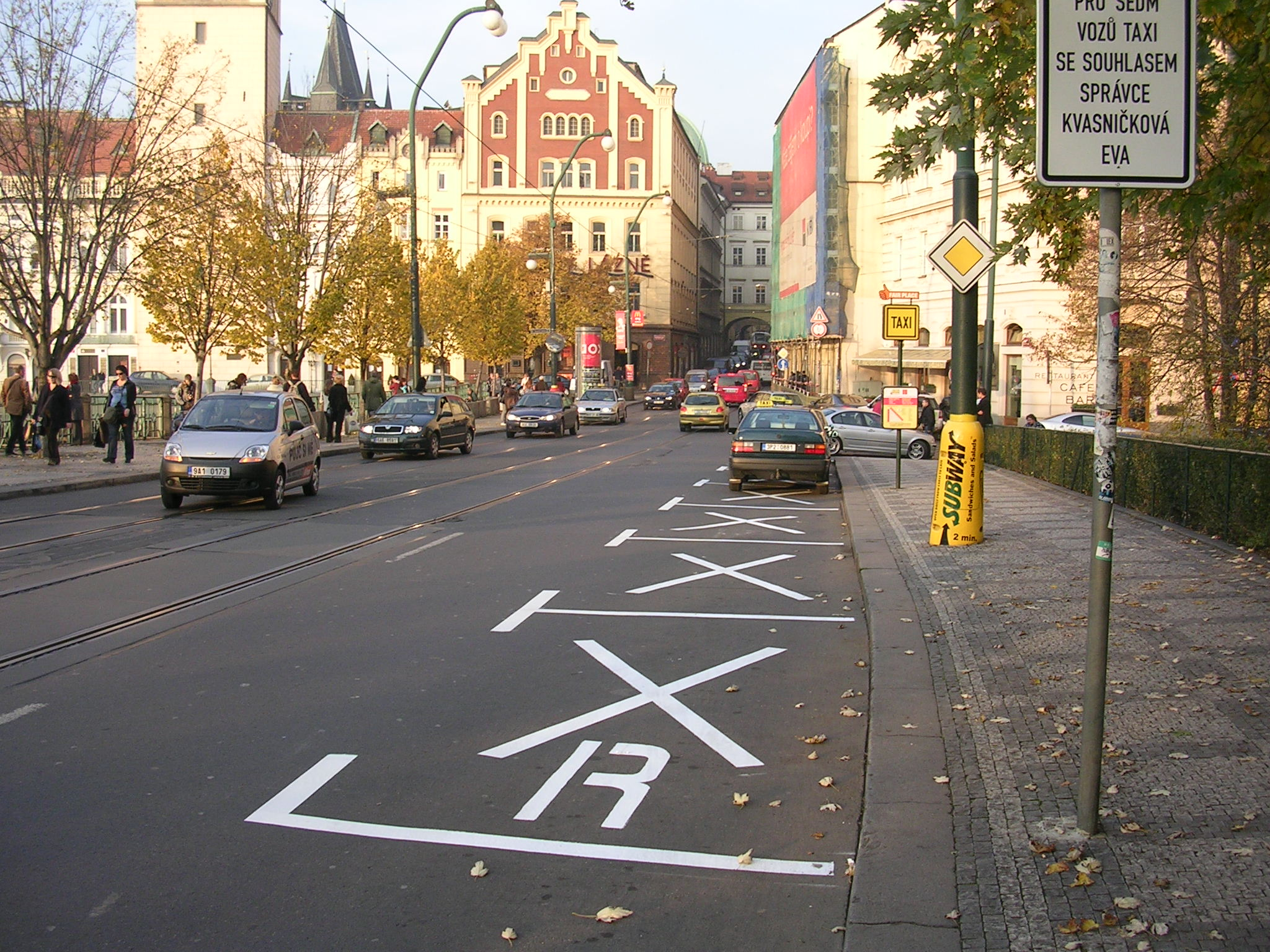
Stanoviště v Praze na Smetanově nábřeží u Karlových lázní

Pokud je stanoviště umístěno na veřejné pozemní komunikaci (místní komunikace, silnice, veřejně přístupná účelová komunikace), je principiálně přístupné za podmínek stanovených obecně závaznými předpisy všem oprávněným provozovatelům taxislužby bez ohledu na to, kdo zřídil označení stanoviště nebo zda je stanoviště označené. Pokud je umístěno na neveřejné účelové komunikaci, podmínky užívání stanoví vlastník komunikace. I na veřejné komunikaci však lze užívání stanoviště regulovat nebo vyhradit, a to buď tím, že je označeno jako vyhrazené parkoviště, nebo prostřednictvím provozního řádu stanoviště, který na základě zmocnění zákonem o silniční dopravě smí vydat obec, případně oběma způsoby současně. Tyto regulace však mohou kolidovat s principem obecného užívání pozemních komunikací, který je zakotven v zákoně o pozemních komunikacích.
Termín stanoviště taxislužby se objevil v zákoně č. 111/1994 Sb. poprvé v rámci novelizace zákonem č. 150/2000 Sb. s účinností od 1. července 2000, kdy byla mimo jiné rozšířena definice taxislužby (§ 2 odst. 8 novelizovaného znění) z důvodu nutnosti odlišit taxislužbu od jiných forem smluvní dopravy. Současně v § 21 odst. 8 přibylo ustanovení, že obec je oprávněna vymezit část veřejné pozemní komunikace jako stanoviště vozidel taxislužby a vyznačit tento prostor dopravní značkou podle zvláštního právního předpisu (s odkazem na tehdejší vyhlášku č. 99/1989 Sb., o pravidlech provozu na pozemních komunikacích). Tentýž odstavec přiznal obcím oprávnění stanovit v samostatné působnosti obecně závaznou vyhláškou obce pro tato stanoviště provozní řád upravující v souladu s místními podmínkami pravidla provozu na stanovišti, přičemž provozní řád měl být zveřejněn v místě stanoviště. Za nedodržení provozního řádu řidičem taxislužby může být sankcionován dopravce pokutou až do výše 750 000 Kč, přičemž pokutu ukládá (v přenesené působnosti) dopravní úřad nebo ministerstvo dopravy (§ 33 odst. 3 písm. d) zákona č. 111/1994 Sb.).
Novelizační zákon č. 229/2005 Sb., jehož navrhovatelem bylo hlavní město Praha zastoupené Rudolfem Blažkem, k tomu s účinností od 1. července 2005 v novém § 21a odst. 2 zákona č. 111/1994 Sb. přidal navíc ještě oprávnění obce stanovit vyhláškou podmínky pro uzavření smlouvy o užívání stanoviště a podmínky užívání stanoviště, ty však přímo na stanovišti zveřejněny být nemusí. Cenové podmínky byly v nové formulaci zákona výslovně zmíněny jako součást provozního řádu stanoviště. Zároveň bylo ze zákona vypuštěno zmocnění obcí zřizovat v samostatné působnosti stanoviště taxislužby.
Například Praha však zákonného zmocnění vydat vyhláškou provozní řád taxistanovišť zpočátku nevyužila, a ačkoliv zákon předpokládal veřejný charakter obecních stanovišť taxislužby a úpravu provozu obecně závaznou vyhláškou, Praha v roce 2002 začala pronajímat některá lukrativnější stanoviště k provozování konkrétním vylosovaným soukromoprávním subjektům a dokument s názvem „provozní řád stanovišť taxislužby“ byl podle zveřejněného vzoru smlouvy jednou z příloh neveřejných smluv, které město s těmito provozovateli uzavíralo. Znění tohoto provozního řádu schválila Rada hl. m. Prahy usnesením č. 1242 ze dne 2. srpna 2002, ačkoliv vydávání obecně závazných vyhlášek obce je vyhrazeno zastupitelstvu. První obecně závaznou vyhlášku upravující provoz na stanovištích přijalo město až 14. 9. 2006 jako vyhlášku č. 18/2006, účinnou od 1. ledna 2007 s přechodným ustanovením do 31. prosince 2008, pod názvem „Provozní řád stanovišť taxislužby zřízených na místních komunikacích ve vlastnictví hl. m. Prahy“ (viz též článek Taxislužba v Praze). Stanoviště s provozovatelem byla později v Praze označena nápisem FAIR PLACE, které má znamenat, že zde město prostřednictvím soukromého provozovatele stanoviště garantuje určité cenové a kvalitativní standardy, které jdou nad rámec celostátně platných podmínek provozování taxislužby. V únoru 2007 bylo v Praze 119 stanovišť zřízených městem, z nichž 79 (t. j. 217 stání) bylo v přímé správě Technické správy komunikací hl. m. Prahy (tzv. bez správce) a 40 stanovišť (133 stání) s vylosovaným soukromým správcem.
Vzhledem k tomu, že obec nemá legislativní nástroje, jak v samostatné působnosti regulovat cenovou a kvalitativní úroveň taxislužby, stala se tato možnost regulace jedním z nástrojů, jak může obec dopravce, kteří nevyhovují jejím podmínkám, znevýhodnit, tj. znemožnit jim užívání vyznačených stanovišť. Praha navíc využila zmocnění upravovat provoz na taxistanovištích i k tomu, že dopravními značkami umožňuje užívaní vyhrazených jízdních pruhů jen těm vozidlům taxislužby, která splňují podmínky vyhlášky pro užívání městských taxistanovišť.

### Označování

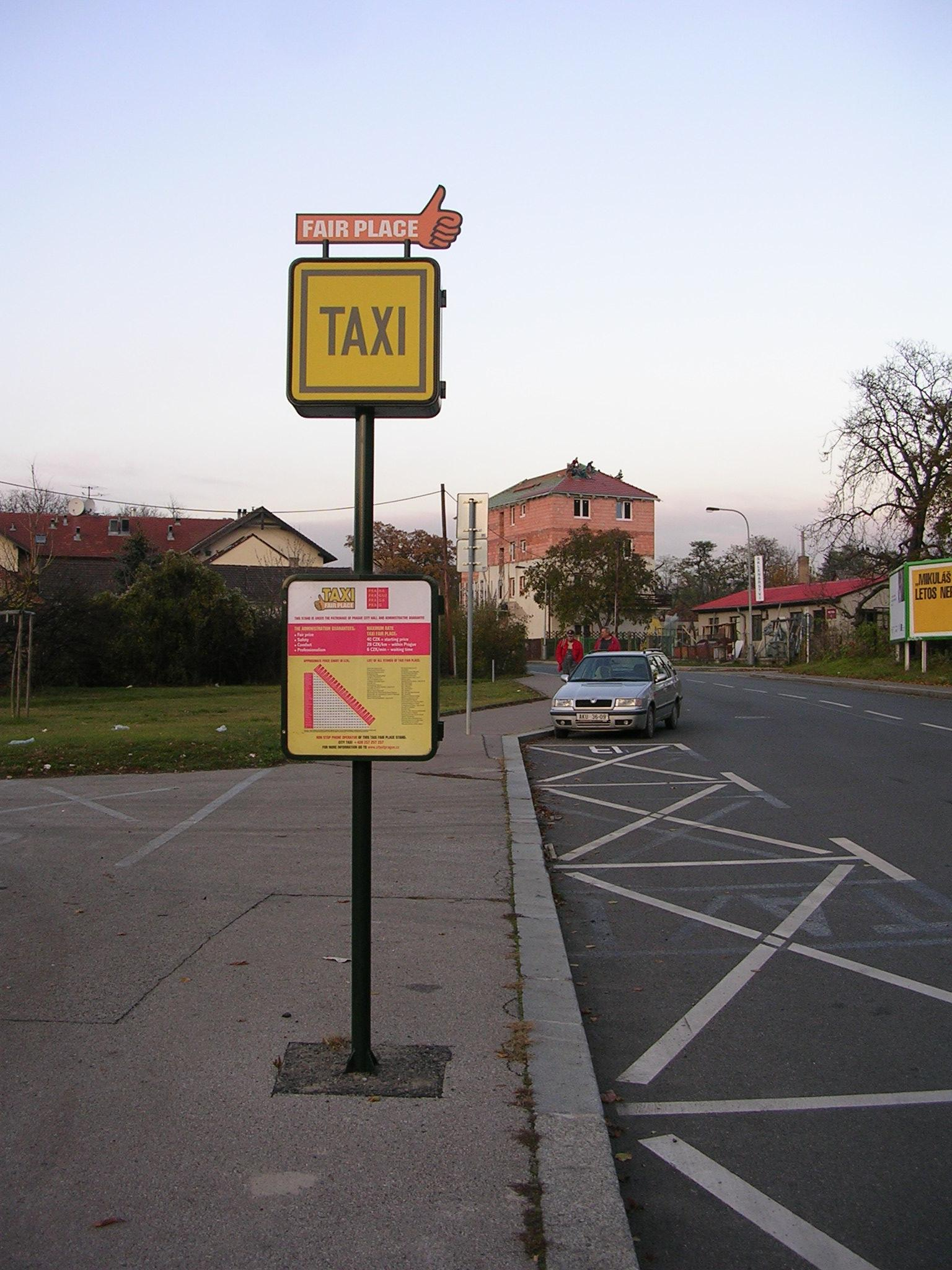
Stanoviště u nádraží Praha-Braník

Pro stanoviště taxislužby byla počínaje 1. listopadem 1939 uváděna v pravidlech silničního provozu samostatná dopravní značka. V protektorátním vládním nařízení č. 242/1939 Sb. byla jako obrázek 31 uvedena obdélníková značka Stanoviště automobilových drožek (taxi), která byla tvořena kruhovým symbolem značky č. 23 (Zákaz parkování) doplněným o text „Autotaxi“ a počet vozidel taxi.
Ve vyhlášce ministerstva vnitra ČSSR č. 141/1960 Sb. byla obsažena značka 52c „Parkoviště vyhrazené pro autodrožky“, na níž pod čtvercovým modrobílým symbolem parkoviště P bylo číslo (počet vozidel) se slovem „taxi“. V § 17, upravujícím zastavení a stání, není ještě o vyhrazeném parkovišti žádná zmínka.
Ve vyhlášce 80/1966 Sb. zmizelo vyobrazení speciální varianty svislé značky parkoviště pro taxi, objevila se však speciální vodorovná dopravní značka 10d „Parkoviště vyhrazené pro autodrožky“, která se od vodorovné značky běžného parkoviště lišila jednak křížem, jednak nápisem TAXI. V § 18 odst. 5 písm. i) však již byl uveden zákaz zastavení a stání „na vyhrazeném parkovišti“, aniž by tento termín byl speciálně definován a spojen se specifickou dopravní značkou.
Vyhláška 100/1975 Sb. nahradila jednu univerzální čtvercovou podobu značky parkoviště celou řadou speciálních obdélníkových značek, mezi nimiž se také poprvé objevila značka vyhrazeného parkoviště s nápisem „RÉSERVÉ“ (D 11b) a do pravidel se v nové podobě vrátila značka D 11c „Parkoviště vozidel taxislužby“. Ke značce D 11c příloha uváděla, že se užívá s vhodným nápisem i v jiných případech vyhrazených parkovišť (například s nápisem SANITA pro vozidla záchranné služby), případně že na značce může být uvedena státní poznávací značka vozidla nebo symbol osob tělesně postižených. Na značce mohl být vyznačen i způsob stání. Vodorovná značka „Vyhrazené parkoviště“ dostala označení V 10d. Výkladová část přílohy uváděla, že značka „Vyhrazené parkoviště“ vyhrazuje prostor pro druh vozidel vyznačený nápisem na značce, popřípadě je užit jiný vhodný nápis (např. „SANITA“) nebo jen písmeno R.
Vyhláška 99/1989 Sb. z obrazové části opět odstranila samostatnou variantu značky pro taxislužbu, značka vyhrazeného parkoviště s nápisem „RÉSERVÉ“ dostala nové označení D 12, přičemž údaje, pro koho je parkoviště vyhrazeno, popřípadě po jakou dobu, mohly být uvedeny textem nebo symbolem buď na dodatkové tabulce pod značkou, nebo přímo na značce místo nápisu „RÉSERVÉ“. Vodorovná značka vyhrazeného parkoviště dostala označení V 10d, přičemž jako příklad bylo uvedeno vyobrazení této značky s nápisem TAXI; značka měla obsahovat vhodný nápis nebo jen písmeno „R“.
V roce 2000 byl pojem stanoviště taxislužby poprvé zaveden do zákona o silniční dopravě a tento zákon odkazoval na označení stanovišť taxislužby podle pravidel silničního provozu, pravidla silničního provozu však žádnou značku určenou speciálně k jejich označení neobsahovala. Nová vyhláška č. 30/2001 Sb. s účinností od 31. ledna 2001 v popisu významu dopravní značky IJ 4c „Zastávka autobusu“ uvedla, že „je-li užit místo symbolu autobusu nápis TAXI, označuje značka začátek zastávky vozidel taxislužby“, avšak není známo, že by někde taková značka byla skutečně použita. Praha později začala taxistanoviště kromě dosavadního svislého a vodorovného dopravního značení vyhrazeného parkoviště vybavovat též sloupky, které se podobají zastávkovým sloupkům a na nichž jsou vyvěšené různé informace týkající se taxislužby, avšak značka na sloupku graficky neodpovídá značce IJ 4c podle vyhlášky 30/2001 Sb. ani žádné jiné dopravní značce; měla tedy pouze funkci reklamního poutače bez právního významu. Novelizačním zákonem č. 229/2005 Sb., který navrhlo hlavní město Praha, však byla zmínka o způsobu vyznačení stanoviště včetně odkazu na pravidla silničního provozu ze zákona o silniční dopravě vypuštěna, takže v současné době způsob označení stanoviště taxislužby není zákonem o silniční dopravě stanoven.
Vyhláška č. 30/2001 Sb. s účinností od 31. ledna 2001 stanovila způsob vyznačení „zastávky“ či stanoviště vozidel taxislužby jako variantu značek pro zastávku. Tento způsob vyznačení se však pravděpodobně nikde neujal. Současně tatáž vyhláška zmiňuje možnost vyhrazeného parkoviště pro TAXI, což je tradiční způsob označení.

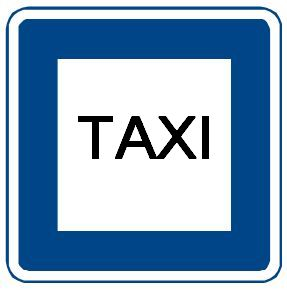
Varianta dopravní značky IJ 4a Zastávka s nápísem TAXI
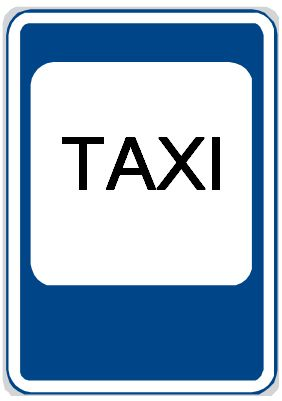
Varianta dopravní značky IJ 4c Zastávka autobusu, s nápisem TAXI
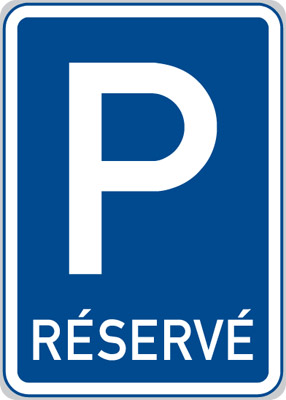
Dopravní značka IP 12, u níž vyhláška 30/2001 Sb. zmiňuje, že nápis může být nahrazen nápisem TAXI. Údaj může být i na dodatkové tabulce.
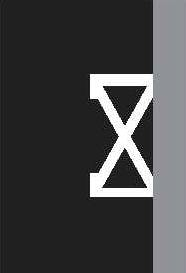
Vodorovná dopravní značka V 10e Vyhrazené parkoviště. § 21 odst. 3 vyhlášky 30/2001 Sb. říká, že na značce č. V 10e lze vhodným nápisem, například nápisem "TAXI", vyznačit, pro koho je parkoviště vyhrazeno. Umístění nápisu vyhláška přesněji nespecifikuje. Návrh nové vyhlášky s navrženou platností od 1. 1. 2016 místo toho uvádí variantu vodorovné značky V11a Zastávka autobusu, kde by místo nápisu BUS byl název TAXI.